# Jorge Cuenca
Jorge Cuenca Barreno (Madrid, 17 de noviembre de 1999) es un futbolista español que juega de defensa en el Fulham F. C. de la Premier League.

## Trayectoria
Comenzó en la Escuela Deportiva Municipal San Blas y en la etapa de alevín se incorporó a La Escuela de futbol AFE, donde ganó el torneo de Marina Baixa Cup anotando un gol en la final y ganó el premio al mejor jugador del torneo. Al acabar el año en la AFE, fichó por el Alcorcón, donde jugó durante la etapa juvenil y que la temporada 2016-17 disputó cinco partidos en Segunda División A. En julio de 2017 abandonó el club madrileño a cambio de 400 000 euros de traspaso para pertenecer a la estructura del F. C. Barcelona.
Durante la temporada 2017-18 se convirtió en el sexto fichaje del F. C. Barcelona "B".
El 31 de octubre de 2018, en la ida de los dieciseisavos de final de la Copa del Rey ante la Cultural Leonesa, hizo su debut oficial con el primer equipo del F. C. Barcelona.
El 22 de septiembre de 2020 fue traspasado al Villarreal C. F., a cambio de 2,5 millones de euros más 4 en variables con una opción de recompra y un porcentaje de un futuro traspaso, para, posteriormente, el mismo día ser cedido a la U. D. Almería, que competía en la Segunda División, durante un año. Esta cesión incluía una cláusula para ser prologada por un año adicional si se cumplían ciertos objetivos deportivos. Esta no se prolongó y a finales de agosto de 2021 fue el Getafe C. F. quien logró su cesión.
En la temporada 2022-23 se quedó en el Villarreal C. F. y en dos años en el equipo disputó 60 encuentros en los que marcó tres goles. Se marchó en agosto de 2024 después de ser vendido al Fulham F. C.

## Estadísticas

### Clubes
Actualizado al último partido disputado el 25 de mayo de 2025.
| Club                         | Div.          | Temporada     | Liga  | Liga  | Copas nacionales | Copas nacionales | Copas internacionales | Copas internacionales | Total | Total |
| Club                         | Div.          | Temporada     | Part. | Goles | Part.            | Goles            | Part.                 | Goles                 | Part. | Goles |
| ---------------------------- | ------------- | ------------- | ----- | ----- | ---------------- | ---------------- | --------------------- | --------------------- | ----- | ----- |
| A. D. Alcorcón · España      | 2.ª           | 2016-17       | 5     | 0     | 0                | 0                | —                     | —                     | 5     | 0     |
| A. D. Alcorcón · España      | Total club    | Total club    | 5     | 0     | 0                | 0                | 0                     | 0                     | 5     | 0     |
| F. C. Barcelona "B" · España | 2.ª           | 2017-18       | 23    | 0     | —                | —                | —                     | —                     | 23    | 0     |
| F. C. Barcelona "B" · España | 2.ª B         | 2018-19       | 28    | 1     | —                | —                | —                     | —                     | 28    | 1     |
| F. C. Barcelona · España     | 1.ª           | 2018-19       | 0     | 0     | 1                | 0                | 0                     | 0                     | 1     | 0     |
| F. C. Barcelona · España     | Total club    | Total club    | 0     | 0     | 1                | 0                | 0                     | 0                     | 1     | 0     |
| F. C. Barcelona "B" · España | 2.ª B         | 2019-20       | 17    | 2     | —                | —                | —                     | —                     | 17    | 2     |
| F. C. Barcelona "B" · España | Total club    | Total club    | 68    | 3     | 0                | 0                | 0                     | 0                     | 68    | 3     |
| U. D. Almería · España       | 2.ª           | 2020-21       | 35    | 3     | 2                | 0                | —                     | —                     | 37    | 3     |
| U. D. Almería · España       | Total club    | Total club    | 35    | 3     | 2                | 0                | 0                     | 0                     | 37    | 3     |
| Getafe C. F. · España        | 1.ª           | 2021-22       | 32    | 1     | 0                | 0                | —                     | —                     | 32    | 1     |
| Getafe C. F. · España        | Total club    | Total club    | 32    | 1     | 0                | 0                | 0                     | 0                     | 32    | 1     |
| Villarreal C. F. · España    | 1.ª           | 2022-23       | 10    | 0     | 3                | 0                | 10                    | 0                     | 23    | 0     |
| Villarreal C. F. · España    | 1.ª           | 2023-24       | 29    | 3     | 3                | 0                | 5                     | 0                     | 37    | 3     |
| Villarreal C. F. · España    | Total club    | Total club    | 39    | 3     | 6                | 0                | 15                    | 0                     | 60    | 3     |
| Fulham F. C. Inglaterra      | 1.ª           | 2024-25       | 8     | 0     | 4                | 0                | ―                     | ―                     | 12    | 0     |
| Fulham F. C. Inglaterra      | Total club    | Total club    | 8     | 0     | 4                | 0                | 0                     | 0                     | 12    | 0     |
| Total carrera                | Total carrera | Total carrera | 187   | 10    | 13               | 0                | 15                    | 0                     | 215   | 10    |
| 1. 2.                        |               |               |       |       |                  |                  |                       |                       |       |       |